# Новая Софиевка
Новая Софиевка (укр. Нова Софіївка) — бывшее село в Новгород-Северском районе Черниговской области Украины. Село было подчинено Ковпинскому сельсовету.

## История
Впервые упоминается в 1859 году как хутор Ближний, где насчитывался 1 двор и 3 человек.
По состоянию на 1988 год без постоянного населения. Решением Черниговского областного совета от 22.03.1991 года село снято с учёта.

## География
Было расположено юго-западнее села Ковпинка. Там находились две параллельно расположенные улицы, соединённые двумя поперечными улицами. По состоянию местности на 1988 год обозначено как отдельно стоящие дворы.